# Keratella paludosa
Keratella paludosa är en hjuldjursart som först beskrevs av Lucks 1912.  Keratella paludosa ingår i släktet Keratella och familjen Brachionidae. Arten är reproducerande i Sverige. Inga underarter finns listade i Catalogue of Life.